# Kő-hegy (Üröm)
A Kő-hegy egy 333 méter magasságú hegy a Dunazug-hegyvidéken, a Pilis hegységben, annak délkeleti vége közelében. Csúcsa a Pest vármegyei Üröm közigazgatási területén magasodik – a település központjától észak-északnyugati irányban –, de csak néhány száz méterre emelkedik Üröm, Pilisborosjenő és Csobánka hármas határától.
Az erre haladó turistautak elkerülik a hegy csúcsát, amelytől pár száz méterre északra gépjárművel is járható út húzódik az Ezüst-kevélyi kőfejtő irányában. Ezen halad a Csillaghegytől Dömösön át Budaörsre tartó piros sáv turistajelzés.